# MTUフリードリヒスハーフェン
MTUフリードリヒスハーフェン（MTU Friedrichshafen）とは、ドイツ、フリードリヒスハーフェンを本拠とし、大型ディーゼルエンジンの製造・販売・アフターサービスを業務とする企業である。ロールス・ロイス・グループのロールス・ロイス・パワーシステムズの子会社である。

## 概要
MTUとはドイツ語のMotoren- und Turbinen-Union、すなわち「エンジン及びタービン連合」の頭文字を表す。
製造するエンジンは鉄道車両用、船舶用、軍用車両用、農業機械用、鉱業用、建設機械用、産業用などである。エンジン製造の他に、動力系の自動制御システムも手掛ける。

## 歴史

### 設立
ツェッペリン飛行船の開発者として知られるフェルディナント・フォン・ツェッペリンが、自身のための近代的な自動車を設計したヴィルヘルム・マイバッハの提案を受け入れて設立したLuftfahrzeug-Motorenbau（ルフトファールツォイク・モトーレンバウ、直訳すれば「航空機エンジン製造」）がルーツである。起業の目的は航空機エンジンの製造であるが、その技術をベースに自動車や船舶のためのエンジン開発も視野に入れていた。設立は1909年3月23日、ドイツのビーティッヒハイム＝ビッシンゲンにおいてであった。初めて製造されたエンジンはヴィルヘルムの息子、カール・マイバッハが設計したものであった。
1912年、フリードリヒスハーフェンに移転し、第一次世界大戦後の1918年、マイバッハ・モトーレンバウ・フリードリヒスハーフェンと改称し、マイバッハの名の下に自動車用エンジンの製造を開始した。同時に、アルファベットのMを重ねて三角形にした新たな企業ロゴを採用した。このロゴは意匠を変えて現在も使用されている。

### ダイムラー・ベンツ傘下に
1960年、ダイムラー・ベンツにより買収された。1963年、ダイムラー・ベンツはメルセデス・ベンツ・モトーレンバウ・フリードリヒスハーフェンを設立し、大型エンジン製造の機能をポルシェ・ディーゼルから引き継いだフリードリヒスハーフェンの別の工場に移転した。
1966年、マイバッハ・モトーレンバウとメルセデス・ベンツ・モトーレンバウはダイムラー・ベンツの大型エンジン部門として組織を統合し、マイバッハ・メルセデス・ベンツ・モトーレンバウとなった。
1969年7月11日、ダイムラー・ベンツとMANはフリードリヒスハーフェンとミュンヘンにMTUを設立。マイバッハ・メルセデス・ベンツ・モトーレンバウなどの事業は整理され、MTUフリードリヒスハーフェンが1000馬力から1万馬力の高速ディーゼルエンジンを、MTUミュンヘン（現・MTUエアロ・エンジンズ）がより高度なエンジンの製造と開発を行うこととした。
1994年9月、MTUフリードリヒスハーフェンはデトロイトディーゼルとの協業を開始した。デトロイトディーゼルはゼネラルモーターズのディーゼルエンジン製造部門が分社化された企業である。

### ダイムラー・クライスラー傘下からトグナム傘下に
1998年、ダイムラー・ベンツがクライスラーを買収してダイムラー・クライスラーとなり、2000年にはダイムラー・クライスラーがデトロイトディーゼルを買収。傘下にエンジン製造部門を2社抱えることとなった。
2005年12月、ダイムラー・クライスラーは経営を自動車製造に集中するために、MTUフリードリヒスハーフェンとデトロイトディーゼルが製造するエンジンのうちオフ・ハイウェイ部門（民生自動車用途以外の大型ディーゼルエンジン）を、プライベート・エクイティ・ファンドのEQTパートナーズ（EQT Partners）に売却した。MTUフリードリヒスハーフェンは存続し、MTUフリードリヒスハーフェンとデトロイトディーゼルの大型ディーゼルの製造を継承した。
2006年7月、EQTはトグナムグループ（Tognum）を設立し、MTUフリードリヒスハーフェンはその最大の子会社となった。

### ロールス・ロイス傘下へ
2011年3月9日、ダイムラー及びロールス・ロイス・ホールディングスの合弁企業として設立されたエンジン・ホールディングGmbHは、トグナムに対し共同で33億ユーロでの買収を提案した。提案期限の6月1日、エンジン・ホールディングGmbHはトグナムの58.35%の株を取得した。8月に株式保有率が95%となる。
2013年3月、エンジン・ホールディングGmbHはトグナムの株を100%確保し完全子会社化した。そして中速ディーゼルやガス・エンジンを得意とするロールス・ロイス・グループのベルゲン・エンジンズをトグナム・グループに移した。
2014年1月、エンジン・ホールディングGmbHはロールス・ロイス・パワーシステムズ・ホールディングGmbHに名称を変更した。トグナムはロールス・ロイス・パワーシステムズAGに名称を変更し、MTUフリードリヒスハーフェン、ベルゲン・エンジンズ、ロランジュなどの子会社は事業を継続した。
2014年8月、ロールス・ロイス・ホールディングスはロールス・ロイス・パワーシステムズのダイムラーの持ち分を買い取り、ロールス・ロイス・パワーシステムズを完全子会社化した。

## MTUの舶用エンジンと採用例
- 製品とシリンダー寸法は資料[1]を参照した。採用艦船は資料[2]を参照した。
- × 印の製品シリーズは、MTUフリードリヒスハーフェンにおける生産終了品。

### 高速ディーゼル

#### 1600シリーズ（ボア122mm/ストローク150mm）
- 直列型6気筒
- V型8気筒
- V型10気筒
- V型12気筒

#### 183シリーズ×（ボア130mm/ストローク142mm）
- 直列型6気筒
  - シェル級ミサイル艇
- V型8気筒
  - ペンガワル23m型巡視艇
  - ペンガワル13m型巡視艇
- V型10気筒
- V型12気筒
  - グリフォン8000TD型ホバークラフト（英語版）
  - カーン15m型高速介入艇
  - 20m型巡視艇 (中華民国)

#### S60シリーズ（ボア133mm/ストローク168mm）
- 直列型6気筒

#### 2000-00/01シリーズ（ボア130mm/ストローク150mm）
- V型8気筒×
  - ケカ型哨戒艇（英語版）（ウォータジェット動力）
- V型12気筒
- V型16気筒
  - ヴィスビュー級コルベット
  - ベイ級巡視艇（英語版）
  - マンタレイ級巡視艇
  - アングラ―レイ級巡視艇
  - T81級哨戒艇
- V型18気筒

#### 2000-02/03/04シリーズ（ボア135mm/ストローク156mm）
- V型8気筒
  - ペンイエラマト20m型巡視艇
- V型10気筒
  - ペンガラン17m型介入艇
  - イカルス介入艇
- V型12気筒
- V型16気筒
  - C-154級沿岸介入艇（英語版）

#### 331シリーズ×（ボア165mm/ストローク155mm）
- V型12気筒
  - マンダウ級ミサイル艇
  - 巡護五号

#### 396シリーズ（ボア165mm/ストローク185mm）
- V型8気筒
  - 永豊級機雷掃討艇
  - ラットヤー級機雷掃討艇
  - マリンプロテクター型沿岸警備艇
- V型12気筒
  - コロンボ型哨戒艇（英語版）
  - ドヴォラ級哨戒艇
  - シャルダグ級哨戒艇（英語版）
  - スーパードヴォラMk.II級哨戒艇（英語版）
  - プラウ・レンガト級機雷掃討艇
  - レリチ型機雷掃討艇（英語版）（マレーシア海軍型）
  - バーンラチャン級機雷掃討艇
  - 巡護六号
  - ケカ型哨戒艇（英語版）（プロペラ動力）
  - ヌサ28m型巡視艇
  - ツガウ級巡視艇
- V型16気筒
  - イェーテボリ級コルベット
  - ストックホルム級コルベット
  - リュールセン28m型高速哨戒艇（インドネシア海軍型）
  - アギナルド級哨戒艇
  - たかつき型巡視船
  - 430トン級巡視船 (大韓民国)
  - 30m型巡視艇 (中華民国)
  - バルカト級警備艇
- V型16気筒/潜水艦用
  - 212A型潜水艦
  - 214型潜水艦
  - スコルペヌ型潜水艦
  - S-80型潜水艦
  - 039型潜水艦

#### 4000-00/01シリーズ（ボア165mm/ストローク190mm）
- V型8気筒
- V型12気筒
  - カーン33m型ミサイル艇
  - C-141級介入艇（英語版）
- V型16気筒
  - カピタン・パチムラ級コルベット
  - カー・ニコバル級高速戦闘艇
  - ジュアラト級ミサイル艇
  - スーパードヴォラMk.III級哨戒艇（英語版）
  - バングラム級哨戒艇（英語版）（後期型）
  - アエードシュ級巡視船（英語版）
  - ラジシュリー級巡視船（英語版）
  - ラニ・アバカ級巡視船（英語版）
  - サロジニ・ナイドゥ級巡視船（英語版）
  - ヘウリ型巡視船
  - 金門級巡視船
  - よど型巡視艇
  - かがゆき型巡視艇
  - 34m型巡視艇 (中華民国)
  - シャーク級巡視艇
  - アルダ・デダリ災害即応船
  - トリスラ級巡視船
  - NS-395型警備船
  - T991級巡視艇

#### 4000-02/03シリーズ（ボア170mm/ストローク190mm）
- V型12気筒
  - パローラ級巡視船（英語版）
  - テグク型巡視船（CODAD）
- V型16気筒
  - 光華VI型ミサイル艇（英語版）
  - 寧海級哨戒艇
  - Mk. IV型汎用揚陸艇（英語版）
  - テグク型巡視船（CODAD）
- V型16気筒/可変負荷連続運転用
  - アキテーヌ級駆逐艦
- V型20気筒/可変負荷連続運転用
  - バーデン・ヴュルテンベルク級フリゲート

#### 493シリーズ×（ボア175mm/ストローク205mm）
- V型12気筒
  - ひりゆう型消防船 (初代)
  - ぬのびき型消防艇
  - シパダン・カユ型巡視艇
  - PGM-39級砲艇（英語版）
- V型12気筒/潜水艦用
  - 209型潜水艦（張保皐級、シシュマール級、チャクラ級等）
  - 206型潜水艦
  - 205型潜水艦

#### 538シリーズ×（ボア185mm/ストローク200mm）
- V型12気筒
  - スリ・ケダー級哨戒艇
  - プリヤダルシニ級巡視船（英語版）
  - タラ・バイ級巡視船（英語版）
  - ベサング・パス級巡視艇
  - T91級哨戒艇
- V型16気筒
  - 蔚山級フリゲート
  - ヴィクトリー級コルベット
  - ハンダラン級ミサイル艇（英語版）
  - プラブパラパク級ミサイル艇
  - ラ・コンバタンテIIa型高速攻撃艇（英語版）
  - ジェロング級砲艇（英語版）
  - 大鷲型哨戒艇
  - 燕型哨戒艇（コンラード・ヤップ級哨戒艇（英語版））
  - バングラム級哨戒艇（英語版）（前期型）
  - カギティンガン級哨戒艇（英語版）
  - サッタヒープ級哨戒艇
- V型20気筒
  - ラチャリット級ミサイル艇
  - チョンブリー級砲艇
  - バダウ級哨戒艇
  - トーマス・バティーロ級哨戒艇（英語版）
  - ガガー級巡視艇

#### 595シリーズ×（ボア190mm/ストローク210mm）
- V型12気筒
  - フィアレス級哨戒艇
  - ビスマ級警備船
  - チェミン1号級巡視船
- V型16気筒
  - TT-400TP型砲艇（英語版）
  - カラン・ピラン級高速兵員輸送艦

#### 652シリーズ×（ボア190mm/ストローク300mm）
- V型16気筒
  - むらくも型巡視艇 (2代)
  - ゴロック級救助船

#### 956シリーズ×（ボア230mm/ストローク230mm）
- V型12気筒
  - 浦項級コルベット
- V型16気筒
  - ファタヒラー級フリゲート
  - キ・ハジャール・デワンタラ級フリゲート
  - サール4型ミサイル艇
  - トダック級ミサイル艇
  - カカック級哨戒艇
  - アンダウ級哨戒艇
- V型20気筒
  - 李舜臣級駆逐艦
  - 広開土大王級駆逐艦
  - ブランデンブルク級フリゲート
  - ブレーメン級フリゲート
  - 仁川級フリゲート
  - フィンカンティエリ550型コルベット

#### 1163シリーズ（ボア230mm/ストローク280mm）
- V型12気筒
  - 051B型駆逐艦
  - 052A型駆逐艦
  - MEKO 200型フリゲート（アンザック級、ヴァスコ・ダ・ガマ級等）
  - MEKO A-200型フリゲート（アマトラ級等）
  - アバイ級コルベット
  - カムロンシン級コルベット
  - ダルサラーム級哨戒艦
  - サンボン級巡視船
  - テピュンヤン3号級巡視船
- V型16気筒
  - チャクリ・ナルエベト (空母)
  - 052C型駆逐艦（956シリーズとの説もあり）
  - 052B型駆逐艦（956シリーズとの説もあり）
  - 犬鷲型ミサイル艇
  - チェミン2号級巡視船
  - 和星級巡視船
  - 謀星級巡視船
  - 台中級巡視船
- V型20気筒
  - ザクセン級フリゲート
  - レキウ級フリゲート
  - ナレースワン級フリゲート
  - チャオプラヤー級フリゲート
  - FS-1500型フリゲート
  - ブラウンシュヴァイク級コルベット
  - ラタナコーシン級コルベット
  - 錦江級哨戒艦
  - ノルムド級揚陸艦
  - バーソルフ級カッター
  - テピュンヤン9号級巡視船
  - クンサン型巡視船
  - 台北級巡視船
  - 台南級巡視船

#### 8000シリーズ（ボア265mm/ストローク315mm）
- V型20気筒
  - インディペンデンス級沿海域戦闘艦
  - スピアヘッド級遠征用高速輸送艦（英語版）
  - HST-1高速輸送船（英語版）、HST-2高速輸送船（英語版）
  - フォーミダブル級フリゲート
  - イーヴァル・ヒュイトフェルト級フリゲート
  - アブサロン級多目的支援艦
  - ヴィシュワスト級巡視船

## 日本におけるMTU製品
1998年より富永物産が販売・サービスの代理店契約を結び、日本国内での事業展開を開始。2001年にはMTU Japanが設立され、 海上保安庁や建機メーカーなどに製品を納入してきた。また、それらの動きとは別に、総合商社の丸紅が防衛省にそれぞれMTU製品の購入を働きかけてきたが、2008年11月17日にMTUと丸紅が合弁事業を開始することに合意。2009年1月、MTU JapanをMTU-Marubeniに改称し、総代理店となった。
1962年に三菱重工業がDD91形ディーゼル機関車を試作し、日本国有鉄道がそれを試用した。その結果を踏まえて1966年から量産されたのがDD54形である。この形式にはライセンス生産のMD870形V型16気筒エンジン（国鉄形式はDMP86Z）が1基搭載された。
JR貨物は、DF200形ディーゼル機関車のうち初期（1992年以降）に製造した車両にMTU製12V396TE14型エンジンを2基搭載している。この396シリーズエンジンはMTUのベストセラーモデルで、1万基を超える数が製造されている。
2019年にダイハツディーゼル（現・ダイハツインフィニア―ス）がライセンス契約を締結した。